# بی‌دینی در فرانسه
بی‌دینی و خداناباوری دارای سابقه طولانی و جمعیتی بزرگ در فرانسه است. در سال ۲۰۱۵ با توجه به برآورد آماری، حداقل ۲۹ درصد از جمعیت این کشور خود را خداناباور و ۶۳ درصد خود را بی‌دین معرفی کرده‌اند.